# Alchemilla bandericensis
Alchemilla bandericensis é uma espécie de rosácea do gênero Alchemilla, pertencente à família Rosaceae.